# Антихрист (фільм, 1915)
«Антихрист» — німий художній фільм Едварда Пухальського. Продовження фільму «Король-герой» (1914). Вийшов на екрани 28 червня 1915 року. Фільм не зберігся.

## Сюжет
Сюжет фільму побудований на народних легендах про Вільгельма II — «антихриста, який п'є людську кров».

## Прокат
Фільм мав неймовірний успіх у публіки, особливо в провінції. Так, в Бузулукі він йшов протягом одного дня безперервно з 7 ранку до 12 ночі.

## Критика
Фільм викликав різку критику в свою адресу. Ще сучасники (журнал «Вісник кінематографії», 1915, № 111(9), стор 22) писали:
Лубком і лубком грубим «Антихрист». Тут все вражає надзвичайною брутальністю. Наші вороги-німці зображені в таких чорних фарбах, що створюється несподіване для автора враження: бридливе почуття до самого автора. Гидливість ця досягає найбільшої сили, коли бачиш сцену зґвалтування кронпринцем молодої жінки… Це відверта порнографія. Це гонитва за успіхом низького характеру… Фабрикувавши картину «Антихрист», побивши всі рекорди на відомий жанр типу «Жахи Каліша», вдалися навіть до вставлення сцен зі старих журналів (парад, човнові гонки, пожежа і тощо) з таким розрахунком, щоб глядач повірив, ніби ці сцени знімалися спеціально для згаданої картини.
С. Гінзбург дав загальну характеристику картин такого роду:
Особлива група військових фільмів була пов'язана з лубками, що зображують німецькі звірства. Дійсно, в роки першої світової війни вступ німецької армії в захоплені нею польські міста ознаменувався жахливими звірствами. Однак та груба тенденційність, яка відрізняла лубки цього роду, по суті, компрометувала справжній матеріал дійсності, покладений в їх основу. Авторам лубків мало було зобразити жорстокість німецьких офіцерів і солдатів; самих цих офіцерів і солдатів вони показували як якихось виплодків пекла, що втратили людський вигляд. Тут-то і починалася неправда, яка змушувала глядачів сумніватися в справжніх факти насильств і вбивств, тим більше що з цих фактів відбиралися в першу чергу такі, які були особливо до душі любителям «полунички». Зґвалтування стали мало не центральним матеріалом в подібних фільмах. Ґвалтували всі чини німецької армії, зображені у фільмах-лубках: починаючи з німецького кронпринца («Антихрист») і аж до останнього солдата («У кривавому заграві війни»). Складалося враження, якщо вірити фільмам, що німецька вояччина вступила у війну виключно для того, щоб мати можливість ґвалтувати і вбивати.